# دانيال شاندلير (مصارع رياضي)
دانيال شاندلير (بالإنجليزية: Dan Chandler) هو مصارع رياضي أمريكي، ولد في 29 نوفمبر 1951 في منيابولس في الولايات المتحدة.

## وصلات خارجية
- دانيال شاندلير على موقع قاعدة بيانات المصارعة الدولية (الإنجليزية)
- دانيال شاندلير على موقع اللجنة الأولمبية الدولية (الإنجليزية)
- دانيال شاندلير على موقع أوليمبيديا (الإنجليزية)